# Autographa nigrisigna
Autographa nigrisigna ist ein in Asien vorkommender Schmetterling (Nachtfalter) aus der Familie der Eulenfalter (Noctuidae).

## Merkmale

### Falter
Die Falter erreichen eine Flügelspannweite von 37 bis 40 Millimetern. Die Vorderflügeloberseite ist graubraun gefärbt, zuweilen leicht violett braun überstäubt. Der Bereich im Mittelfeld zwischen der Medianader und dem Innenrand ist dunkelbraun und wird von der inneren sowie der äußeren, jeweils hellbraun gefärbten Querlinie begrenzt. Das silberweiß schimmernde Gamma-Zeichen ist stets geteilt. Die Hinterflügeloberseite ist hell graubraun gefärbt und zeigt einen leicht verdunkelten Außensaum. Am Kopf der Falter befindet sich ein dichtes Haarbüschel. Der Körper ist pelzig behaart und besitzt weitere kurze Haarbüschel.

### Raupe
Ausgewachsene Raupen erreichen eine Länge von 25 Millimetern, sind grün gefärbt und mit einem schmalen weißlichen Seitenstreifen versehen. Aus kleinen dunklen Punktwarzen ragen kurze, dünne, helle Haare hervor.

### Ähnliche Arten
Die Gammaeule (Autographa gamma) zeigt ebenso wie auch Autographa macrogamma jeweils ein ungeteiltes Gamma-Zeichen.

## Verbreitung und Vorkommen
Das Verbreitungsgebiet von Autographa nigrisigna erstreckt sich durch Indien bis zum Fuß des Himalaya sowie durch  Russland und China bis nach Japan. Die Art besiedelt bevorzugt Agrarflächen.

## Lebensweise
Die Falter fliegen je nach ihrem klimatischen Lebensraum zu unterschiedlichen Zeiten: In Indien zwischen November und März in vier Generationen, in Japan zwischen Juli und Oktober in zwei bis drei Generationen. Sie besuchen künstliche Lichtquellen. Die Weibchen legen die Eier einzeln oder in kleinen Gruppen auf die Unterseite von frischen oder verwelkten Blättern, Blattstielen oder Zweigspitzen, zuweilen auch auf die Oberseite von Blättern oder Stängeln. Untersuchungen in Japan zeigten, dass sie nach der Begattung ein besonders aktives Flugverhalten zeigen. Die Raupen ernähren sich polyphag, bevorzugt von den Blättern von Kohlarten (Brassica) oder Kichererbsen (Cicer arietinum). An diesen Pflanzen treten sie gebietsweise als Agrarschädling auf und werden mittels Insektiziden sowie mit Bacillus thuringiensis bekämpft. Außerdem werden Versuche durchgeführt, die Falter mit Pheromonfallen zu bekämpfen.